# Fico+Fico Christmas Show
Il Fico+Fico Christmas Show è un programma televisivo nato come seconda edizione in versione natalizia del Fico+Fico Show ma poi diventato uno show a parte. La sua prima edizione è andata in onda nell'inverno del 2009, mentre la seconda edizione è andata in onda nel dicembre 2010.

## La prima edizione (2009)
La prima edizione del Fico+Fico Christmas Show, andata in onda da ottobre a fine dicembre 2009, ha registrato circa 10 puntate che hanno avuto dei buoni risultati. La scaletta di un appuntamento della prima edizione era:
- Anteprima
- Presentazione
- Titolo
- Filmati vari delle Gag dei Fichi d'India con intervalli in studio
- Saluti
- Titoli di coda.

La prima edizione era presentata dalla Cristina Chiabotto ed i Fichi d'India.

## La seconda edizione (2010)
La seconda edizione del Fico+Fico Christmas Show, andata in onda nel dicembre 2010, ha messo in onda 8 puntate, ma ne ha registrate solo 3: i rimanenti 5 erano mash-up  di repliche di puntate della Prima Edizione. I 3 appuntamenti della Seconda Edizione hanno avuto dei risultati sufficienti. La scaletta dei 3 appuntamenti originali della Seconda Edizione era:
- Titolo
- Studio
- Filmati vari dei Fichi d'India
- Studio
- Filmati vari dei Fichi d'India
- Saluti
- Titoli di coda

I 3 appuntamenti della seconda edizione erano presentati dalla Cristina Chiabotto e Bruno dei Fichi d'India. Max appariva solo negli sketch.